# Murdered: Soul Suspect
Murdered: Soul Suspect è un videogioco d'avventura del 2014, sviluppato da Airtight Games e pubblicato da Square Enix.

## Sinossi
L'investigatore di polizia Ronan O'Connor, ex rapinatore convertitosi alla legge, è sulle tracce del cosiddetto Killer della Campana, un assassino seriale che sta terrorizzando la cittadina di Salem (Massachusetts) con i suoi omicidi.
Una sera d'autunno, Ronan riesce a scoprire la posizione del killer all'interno di una palazzina a sei piani e si precipita lì per arrestarlo senza aspettare la pattuglia di supporto; giunto sul luogo, trova un uomo incappucciato e con il volto coperto che prima lo getta da una finestra e poi lo fredda con sette colpi di pistola.
Dopo essere stato ucciso, Ronan rimane intrappolato in un limbo tra la vita e la morte: l'unico modo per proseguire il suo viaggio verso l'oltretomba è quello di risolvere il caso del Killer della Campana, scoprendo l'identità e il movente dell'assassino.

## Modalità di gioco
In Murdered: Soul Suspect è possibile giocare in due diversi ambienti: il mondo dei vivi, dove è presente tutto ciò che è visibile all'occhio umano, e quello dei morti, in cui si interagisce con oggetti o edifici visibili ai soli fantasmi (distinguibili dai loro contorni azzurri).
Dopo la morte, Ronan ha acquisito diverse abilità speciali, tra cui l'invisibilità e il teletrasporto; inoltre, toccando un oggetto o una persona può scoprire chi o cosa è stato in contatto con essa nelle ore immediatamente precedenti.

## Personaggi
- Ronan O'Connor: è un ex rapinatore di Salem (Massachusetts) la cui adolescenza è stata caratterizzata da risse e piccoli furti. Una volta cresciuto, ha deciso di lavorare come investigatore di polizia per redimersi dai crimini commessi in passato.
- Joy Foster: è una giovane medium che aiuta Ronan O'Connor a risolvere le indagini sul Killer della Campana.

## Accoglienza
Murdered: Soul Suspect ha ricevuto critiche generalmente negative per via della sua scarsa longevità ed un gameplay troppo ripetitivo.
| Accoglienza               | Accoglienza |
| Aggregatore               | Media voti  |
| ------------------------- | ----------- |
| Metacritic                | 56/100      |
| Recensore                 | Voto        |
| Destructoid               | 4.5/10      |
| Edge                      | 4/10        |
| Electronic Gaming Monthly | 5.5/10      |
| Eurogamer                 | 6/10        |
| Game Informer             | 6.5/10      |
| GameSpot                  | 6/10        |
| GamesRadar+               |             |
| IGN                       | 5.5/10      |
| Joystiq                   |             |
| Polygon                   | 7/10        |
| VideoGamer.com            | 4/10        |
| Digital Spy               |             |
| Metro                     | 3/10        |
| NowGamer                  | 3.5/10      |
| Hardcore Gamer            | 2.5/10      |